# Coelites defontainei
Coelites defontainei är en fjärilsart som beskrevs av Henry Maurice Pendlebury 1939. Coelites defontainei ingår i släktet Coelites och familjen praktfjärilar. Inga underarter finns listade i Catalogue of Life.